# تاریک و وحشی
تاریک و وحشی (به انگلیسی: Dark & Wild) نخستین آلبوم استودیویی گروه پسرانهٔ کره‌ای بی‌تی‌اس است. این آلبوم در ۲۰ اوت ۲۰۱۴، توسط بیگ هیت اینترتینمنت منتشر شد. تاریک و وحشی شامل چهارده قطعه و ‌تک‌آهنگ لید آن «خطر» بود. مدتی بعد سومین قطعهٔ آلبوم، «جنگ هورمون»، به‌عنوان تک‌آهنگ دوم تبلیغ شد.

## عملکرد تجاری
هر دو تک‌آهنگ تاریک و وحشی در هفته‌های متفاوت، در جدول ۲۰۱۴ ترانه‌های دیجیتال ملل بیلبورد قرار گرفت. آلبوم پس از انتشار، در رتبهٔ دوم جدول هفتگی گائون (هفتهٔ سوم اوت ۲۰۱۴) جای گرفت. سپس در جدول ماهانهٔ گائون (ماه اوت) سوم شد. تاریک و وحشی همچنین در جدول آلبوم‌های ملل سوم و در هیت‌سیکرهای برتر ۲۷ شد. این دومین باری بود که آلبومی از بی‌تی‌اس وارد بیلبورد شد و به مدت ۱۱ هفتهٔ نامتوالی در جدول آلبوم‌های ملل بیلبورد ماند. این آلبوم در سال ۲۰۱۵، جایزهٔ بخش آلبوم بیست و نهمین دورهٔ جوایز دیسک طلایی را دریافت کرد. تاریک و وحشی چهاردهمین آلبوم پرفروش جدول آلبوم‌های گائون کرهٔ جنوبی در سال ۲۰۱۴ بود.

## فهرست قطعات
جزئیات برگرفته از پایگاه دادهٔ انجمن حق تکثیر موسیقی کره است.
| شماره      | نام                                              | نویسنده(ها)                                      | تهیه‌کننده(ها)         | مدت   |
| ---------- | ------------------------------------------------ | ------------------------------------------------ | --------------------- | ----- |
| ۱.         | «مقدمه: من برای تو چی هستم؟»                     | پی‌داگ آراِم                                       | پی‌داگ                 | ۲:۴۵  |
| ۲.         | «خطر»                                            | پی‌داگ تن بوی «هیت‌من» بنگ آراِم شوگا جی-هوپ        | پی‌داگ                 | ۴:۰۵  |
| ۳.         | «جنگ هورمون»                                     | پی‌داگ سوپریم بوی آراِم شوگا جی-هوپ                | پی‌داگ                 | ۴:۲۶  |
| ۴.         | «عاشق هیپ هاپ»                                   | پی‌داگ آراِم شوگا جی-هوپ                           | پی‌داگ                 | ۴:۱۷  |
| ۵.         | «بذار بدونم»                                     | شوگا پی‌داگ آراِم جی-هوپ                           | شوگا پی‌داگ            | ۴:۱۵  |
| ۶.         | «باران»                                          | اسلو ربیت آراِم شوگا جی-هوپ                       | اسلو ربیت             | ۴:۲۵  |
| ۷.         | «سایفر بی‌تی‌اس قسمت ۳: قاتل» (با حضور سوپریم بوی) | سوپریم بوی آراِم شوگا جی-هوپ                      | سوپریم بوی            | ۴:۲۸  |
| ۸.         | «وقفه: داری چیکار می‌کنی؟»                        |                                                  | اسلو ربیت             | ۰:۴۲  |
| ۹.         | «می‌شه گوشیت رو خاموش کنی؟»                       | پی‌داگ آراِم شوگا جی-هوپ                           | پی‌داگ                 | ۳:۵۴  |
| ۱۰.        | «لگد به پتو»                                     | «هیت‌من» بنگ شان اسلو ربیت پی‌داگ آراِم شوگا جی-هوپ | «هیت‌من» بنگ شان پی‌داگ | ۴:۰۲  |
| ۱۱.        | «۲۴/۷=بهشت»                                      | پی‌داگ اسلو ربیت آراِم شوگا جی-هوپ                 | پی‌داگ                 | ۳:۴۶  |
| ۱۲.        | «اینجا رو ببین»                                  | لی هو هیونگ جینبو آراِم شوگا جی-هوپ               | لی هو هیونگ           | ۳:۳۹  |
| ۱۳.        | «کلاس دوم»                                       | سوپریم بوی آراِم شوگا جی-هوپ پی‌داگ                | پی‌داگ                 | ۳:۵۵  |
| ۱۴.        | «خاتمه: به نظر منطقی میاد؟»                      | سیمو سوپریم بوی                                  | سیمو سوپریم بوی       | ۲:۵۳  |
| مجموع مدت: | مجموع مدت:                                       | مجموع مدت:                                       | مجموع مدت:            | ۵۱:۳۶ |

## جداول
| جدول (۲۰۱۴)                                 | بالاترین موقعیت |
| ------------------------------------------- | --------------- |
| آلبوم‌های بلژیکی (اولتراتاپ فلاندرز)         | ۱۸۵             |
| آلبوم‌های کرهٔ جنوبی (گائون)                  | ۲               |
| آلبوم‌های اسلوواک (آی‌اف‌پی‌آی)                 | ۹۷              |
| آلبوم‌های مستقل بریتانیا (شرکت جدول‌های رسمی) | ۳۶              |
| هیت‌سیکرهای برتر ایالات متحده                | ۲۷              |
| آلبوم‌های موسیقی ملل ایالات متحده (بیلبورد)  | ۳               |

| جدول (۲۰۱۴)                | بالاترین موقعیت |
| -------------------------- | --------------- |
| آلبوم‌های کرهٔ جنوبی (گائون) | ۳               |

| جدول                   | موقعیت |
| ---------------------- | ------ |
| کرهٔ جنوبی ۲۰۱۴ (گائون) | ۱۴     |
| کرهٔ جنوبی ۲۰۱۵ (گائون) | ۶۸     |
| کرهٔ جنوبی ۲۰۱۶ (گائون) | ۷۴     |
| کرهٔ جنوبی ۲۰۱۷ (گائون) | ۸۲     |
| کرهٔ جنوبی ۲۰۱۸ (گائون) | ۶۷     |
| کرهٔ جنوبی ۲۰۱۹ (گائون) | ۷۳     |

| ترانه‌های دیجیتال ملل بیلبورد (۲۰۱۴) | بالاترین موقعیت |
| ----------------------------------- | --------------- |
| «خطر»                               | ۷               |
| «جنگ هورمون»                        | ۱۱              |

## فروش‌ها و گواهی‌نامه‌ها
| جدول              | فروش    |
| ----------------- | ------- |
| کرهٔ جنوبی (گائون) | ۴۲۴٬۶۵۸ |

## تاریخچهٔ انتشار
| کشور      | تاریخ                           | قالب                | ناشر                                                   |
| --------- | ------------------------------- | ------------------- | ------------------------------------------------------ |
| کرهٔ جنوبی | ۲۰ اوت ۲۰۱۴                     | سی‌دی دانلود دیجیتال | بیگ هیت اینترتینمنت لوئن اینترتینمنت                   |
| مختلف     | ۲۰ اوت ۲۰۱۴                     | دانلود دیجیتال      | بیگ هیت اینترتینمنت لوئن اینترتینمنت                   |
| تایوان    | ۲۱ نوامبر ۲۰۱۴ (نسخهٔ تایوان)    | سی‌دی دانلود دیجیتال | بیگ هیت اینترتینمنت سی‌جی ئی‌اندام گروه موسیقی یونیورسال |
| تایوان    | ۸ مارس ۲۰۱۵ (نسخهٔ محدود تایوان) | سی‌دی دانلود دیجیتال | بیگ هیت اینترتینمنت سی‌جی ئی‌اندام گروه موسیقی یونیورسال |
| ژاپن      | ۱۸ مارس ۲۰۱۵ (نسخهٔ ژاپن)        | سی‌دی                | بیگ هیت اینترتینمنت پونی کنیون                         |

## واژه‌نامه
1. ↑  Intro: What Am I to You
2. ↑  Danger
3. ↑  War of Hormone, 호르몬 전쟁; Horeumon Jeonjaeng
4. ↑  Hip Hop Lover, 힙합성애자; Hiphapseong-aeja
5. ↑  Let Me Know
6. ↑  Rain
7. ↑  BTS Cypher Pt. 3: Killer
8. ↑  Interlude: What Are You Doing, Interlude:뭐해; Interlude: Mwohae
9. ↑  Can You Turn Off Your Phone, 핸드폰 좀 꺼줄래; Haendeupon jom kkeojullae
10. ↑  Blanket Kick, 이불킥; I-bul Kik
11. ↑  24/7=Heaven
12. ↑  Look Here, 여기 봐; Yeogi bwa
13. ↑  2nd Grade, 2학년; I-hangnyeon
14. ↑  Outro: Does that make sense?, Outro: 그게 말이 돼?; Outro: Geuge mari dwae?